# 瑙姆·施塔克曼
瑙姆·利沃维奇·施塔克曼（俄语：Наум Львович Штаркман，羅馬化：Naum Lvovich Shtarkman，1927年9月28日—2006年7月20日），乌克兰裔俄罗斯籍钢琴演奏家。

## 生平
1927年生于日托米尔。父亲亚历山大是著名钢琴家。1944年至1949年在莫斯科音樂學院学习钢琴，师从康斯坦丁·伊古姆诺夫。1949年开始跟随莫斯科爱乐乐团演出。1955年，他代表苏联参加了第五届蕭邦國際鋼琴比賽，在决赛获得第五名。1957年在葡萄牙里斯本维亚纳·达莫塔国际音乐比赛获得第一名。1958年在柴可夫斯基國際音樂比賽获得铜牌。成名后在苏联各地演出。之后因为同性恋被监禁8年。
1969年成为莫斯科音樂學院教师，1987年升任教授。1990年获得功勋艺术家称号，1996年获得人民艺术家称号，2001年获授荣誉勋章。
2006年7月20日在莫斯科去世。安葬于沃斯特里亚科沃公墓。